# Освајачи олимпијских медаља у атлетици, мушки
Освајачи олимпијских медаља у атлетици за мушке приказани су у 24 дисциплине које су тренутно на програму Олимпијских игара као и 28 некадашњих атлетских дисциплина које су се појавиле на неким од ранијих игара, али које више нису на програму.